# Lunda (płaskowyż)
Lunda – płaskowyż w Angoli i Demokratycznej Republice Konga. Jest niższy niż sąsiadujący od zachodu Płaskowyż Bije - mierzy średnio 1000 - 1200 m n.p.m. Płaskowyż jest przerywany przez twardzielcowe wzgórza dochodzące do wysokości 1700 m n.p.m. Płaskowyż jest zbudowany z prekambryjskich skał krystalicznych zbliżonych do utworów budujących wyżynę Bije. Powierzchnią warstwę osadów stanowią lokalnie zachowane różnowiekowe (głównie kenozoiczne) utwory pochodzenia lądowego. Północne stoki opadają stromymi stopniami ku Kotlinie Konga. Dolne partię tych progów porastają wilgotne lasy równikowe, natomiast wierzchowinę porasta sawanna i widne lasy typu miombo. Południowe stoki są łagodnie nachylone ku kotlinie Kalahari i porośnięte są sawanną oraz lasami miombo i mopane. Wyżyna jest działem wodnym dorzeczy rzek Kongo i Zambezi.